# Liste der Kreisstraßen im Rheinisch-Bergischen Kreis
Die Liste der Kreisstraßen im Rheinisch-Bergischen Kreis ist eine Auflistung der Kreisstraßen im Rheinisch-Bergischen Kreis, Nordrhein-Westfalen.

## Abkürzungen
- K: Kreisstraße
- L: Landesstraße

## Liste
Die Kreisstraßen behalten die ihnen zugewiesene Nummer innerhalb von Nordrhein-Westfalen auch bei einem Wechsel in einen anderen Kreis oder in eine kreisfreie Stadt. Die K 43 bildet hier eine Ausnahme. Nicht vorhandene bzw. nicht nachgewiesene Kreisstraßen werden in Kursivdruck gekennzeichnet, ebenso Straßen und Straßenabschnitte, die unabhängig vom Grund (Herabstufung zu einer Gemeindestraße oder Höherstufung) keine Kreisstraßen mehr sind.
Der Straßenverlauf wird in der Regel von Nord nach Süd und von West nach Ost angegeben.
| Nr.  | Verlauf |
| ---- | --- |
| K 1  | (K 1 in Solingen) – Kreisgrenze – K 10 – L 359 in Leichlingen (Rheinland)                                                                                                  |
| K 2  | (K 2 in Leverkusen) – Kreisgrenze – Großhamberg – Dierath – L 291 – Blasberg – L 359 – Ösinghausen – L 294 in Hilgen                                                       |
| K 3  | (K 3 in Remscheid) – Kreisgrenze – K 21 – K 19 – in Wermelskirchen |
| K 4  | (K 4 in Solingen) – Kreisgrenze – L 359 in Witzhelden |
| K 5  | (K 5 in Leverkusen) – Kreisgrenze – L 101 in Schildgen |
| K 6  | L 359 in Oberbüscherhof – Unterbüscherhof – Metzholz – L 294 – Eichen – K 9                                                                                                |
| K 7  | L 58 in Burscheid – Oberlandscheid – in Sträßchen |
| K 8  | L 408 – Pohlhausen – L 157 – Hünger – Stolzenberg – Unterwinkelhausen – Kreisgrenze – (K 8 in Solingen)                                                                    |
| K 9  | L 359 – Bremersheide – L 294 – K 6 – Nagelsbaum – L 291 |
| K 10 | K 1 – L 359 |
| K 11 | L 101 in Dabringhausen – K 16 in Käfringhausen |
| K 12 | L 409 – Buchholzen – K 22 – L 80 in Oberdurholzen |
| K 13 | L 409 in Neuenhaus bei Dhünn – Heidchen – Oberberg – Mittelberg – Unterberg                                                                                                |
| K 14 | L 101 in Sonne – Osminghausen – L 409 in Dhünn |
| K 15 | L 157 in Hinterhufe – Emminghausen – L 101 in Dabringhausen |
| K 16 | L 101 in Stumpf – Grunewald – Käfringhausen – K 11 – Ketzbergerhöhe – K 17 – K 18 in Engerfeld                                                                             |
| K 17 | K 16 in Ketzbergerhöhe – Forthausen – Schaffeld |
| K 18 | in Hilgen – Bechhausen – Dabringhausen – L 101 – K 16 in Engerfeld |
| K 19 | K 3 – in Wermelskirchen |
| K 20 | L 310 in Bechen – Richerzhagen – in Eisenkaul |
| K 21 | L 409 – K 3 |
| K 22 | – K 12 in Buchholzen |
| K 23 | L 284 in Hoffnungsthal – Hofferhof – Stocken – L 84 in Eigen |
| K 24 | (K 24 im Oberbergischen Kreis) – Kreisgrenze – L 284 in Brombach |
| K 25 | in Overath – Lölsberg – K 42 – Leyenhaus – K 34 in Eulenthal |
| K 26 | K 28 in Scheuren – L 296 |
| K 27 | L 288 in Heidkamp – Gronau – L 286 – Refrath – L 136 – L 358 |
| K 28 | L 296 – Hunger – Kümps – Scheuren – K 26 – L 310 in Neschen |
| K 29 | L 310 in Blecher – Erberich – Globusch – L 101 |
| K 30 | in Weiden – Busch bei Kürten – Kürten – L 286 – Offermannsberg – L 146 in Olpe                                                                                             |
| K 31 | L 146 – Olperhof – Unterbersten – Kreisgrenze – (K 31 im Oberbergischen Kreis)                                                                                             |
| K 32 | K 36 – Holz bei Herweg – Durhaus – Scheid – Biesfeld – L 286 – Hufe – Engeldorf – Offermannsheide – L 284                                                                  |
| K 33 | in Eikamp – L 286 in Herrenstrunden |
| K 34 | L 312/L 360 in Vilshoven – Warth – K 42 – Eulenthal – Leyenhaus – Weyerhof – Kreisgrenze – (K 34 im Rhein-Sieg-Kreis)                                                      |
| K 35 | L 296 – Scherf – Schallemich – in Eikamp |
| K 36 | in Neuensaal – K 32 – Hachenberg – L 286 in Waldmühle |
| K 37 | (K 37 im Oberbergischen Kreis) – Kreisgrenze – Unterheide – Vilkerath – – Linde – Landwehr – L 360 – Krampenhöhe – Obergrützenbach – Niedergrützenbach – Falkemich – L 312 |
| K 38 | L 136 in Steinenbrück – Mittelbech – Lokenbach – Kreutzhäuschen – L 84 – Probstbalken – in Overath                                                                         |
| K 39 | L 288 in Rösrath – Kreisgrenze – (K 39 im Rhein-Sieg-Kreis) |
| K 40 | L 288 in Forsbach – Sommerberg – L 284 in Hoffnungsthal |
| K 41 | L 289 in Moitzfeld – Herweg – Ehrenfeld – Löhe – L 284 in Immekeppel |
| K 42 | K 25 – K 34 |
| K 43 | L 146 – Kreisgrenze – (K 29 im Oberbergischen Kreis) |
| K 49 | (K 49 im Rhein-Sieg-Kreis) – Kreisgrenze – Abschnitt ohne Abzweig einer klassifizierten Straße – Kreisgrenze – (K 49 im Rhein-Sieg-Kreis)                                  |

## Quelle
- Landesvermessungsamt Nordrhein-Westfalen, Kreiskarte Nr. 47: Rheinisch-Bergischer Kreis, Stadt Leverkusen